# Niphona vicina
Niphona vicina là một loài bọ cánh cứng trong họ Cerambycidae.